# National Provincial Championship 1991
La National Provincial Championship 1991 fue la decimosexta edición del principal torneo de rugby de Nueva Zelanda.
El campeón del torneo fue el equipo de Otago quienes lograron su primer campeonato.

## Sistema de disputa
Los equipos enfrentan a los diez equipos restantes en una sola ronda.
- El equipo que logre mayor cantidad de puntos al final del torneo se corona campeón.

- El equipo ubicado en la 9° posición al final del campeonato disputará un play-off con el campeón de la Segunda División por un cupo en la próxima temporada.

- El equipo ubicado en la 10° y 11° posición al final del campeonato descenderán directamente a la Segunda División.

## Clasificación
| Pos. | Equipo           | Encuentros | Encuentros | Encuentros | Encuentros | Tantos | Tantos | Tantos | PB | PB | Puntos |
| Pos. | Equipo           | PJ         | PG         | PE         | PP         | F      | C      | Dif    | BO | BD | Puntos |
| ---- | ---------------- | ---------- | ---------- | ---------- | ---------- | ------ | ------ | ------ | -- | -- | ------ |
| 1.º  | Otago            | 10         | 9          | 0          | 1          | 298    | 119    | +179   | 0  | 1  | 37     |
| 2.º  | Auckland         | 10         | 9          | 0          | 1          | 318    | 130    | +188   | 0  | 0  | 36     |
| 3.º  | North Harbour    | 10         | 7          | 0          | 3          | 256    | 168    | +88    | 0  | 1  | 29     |
| 4.º  | Canterbury       | 10         | 6          | 1          | 3          | 252    | 241    | +11    | 0  | 0  | 26     |
| 5.º  | Waikato          | 10         | 5          | 0          | 5          | 244    | 248    | -4     | 0  | 0  | 20     |
| 6.º  | Wellington       | 10         | 4          | 0          | 6          | 184    | 184    | 0      | 0  | 2  | 18     |
| 7.º  | North Auckland   | 10         | 4          | 0          | 6          | 211    | 221    | -10    | 0  | 2  | 18     |
| 8.º  | Hawke's Bay      | 10         | 3          | 1          | 6          | 170    | 254    | -84    | 0  | 1  | 15     |
| 9.º  | Bay of Plenty    | 10         | 3          | 0          | 7          | 176    | 256    | -80    | 0  | 2  | 14     |
| 10.º | Taranaki         | 10         | 3          | 0          | 7          | 152    | 249    | -97    | 0  | 1  | 13     |
| 11.º | Counties Manukau | 10         | 1          | 0          | 9          | 112    | 302    | -190   | 0  | 1  | 5      |

|  | Campeón.                                      |
|  | Repechaje frente al campeón de la División 2. |
|  | Descenso a la División 2.                     |

| Bandera de Nueva Zelanda |
| Campeón Otago            |
| Primer título            |

## Promoción
| 12 de octubre | Bay of Plenty | 24 - 11 | King Country |  |  |

- King Country asciende de categoría para la próxima temporada.